# Paid to Dance
Pour plus de détails, voir Fiche technique et Distribution.
Paid to Dance est un film américain réalisé par Charles C. Coleman, sorti en 1937.

## Synopsis
Des agents du  gouvernement William Dennis  (Terry) et Joan Bradley (Wells) travaillent pour résoudre les disparitions de jeunes filles travaillant comme «danseuses de taxi» dans de nombreuses salles de danse exploitées par un dénommé Jack Miranda et son acolyte Nifty. W. Dennis se présente comme un agent de réservation théâtrale, et démontre son pouvoir et sa volonté lors de l'ouverture et de la fermeture subséquentes du Club Le Miranda Paradise.

## Fiche technique
- Titre original : Paid to Dance
- Réalisation : Charles C. Coleman
- Scénario : Robert E. Kent d'après une histoire de Leslie T. White
- Production : Ralph Cohn et Irving Briskin producteur exécutif
- Société de production et de distribution : Columbia Pictures
- Photographie : George Meehan
- Montage : Byron Robinson
- Costumes : Robert Kalloch
- Pays de production : États-Unis
- Format : Noir et blanc - 35 mm - 1,37:1 - Son : Mono
- Genre : Drame
- Durée : 55 minutes
- Date de sortie :
  - États-Unis : 11 décembre 1937

## Distribution
- Don Terry : William Dennis
- Julie Bishop : Joan Bradley
- Rita Hayworth : Betty Morgan
- Arthur Loft : Jack Miranda
- Paul Fix : Nifty
- Paul Stanton : Charles Kennedy
- Louise Stanley : Phyllis Parker
- Ralph Byrd : Nickels Brown
- Beatrice Curtis : Frances Mitchell
- Bess Flowers : Suzy
- Al Herman : Joe Krause
- Thurston Hall : Gouverneur